# Website

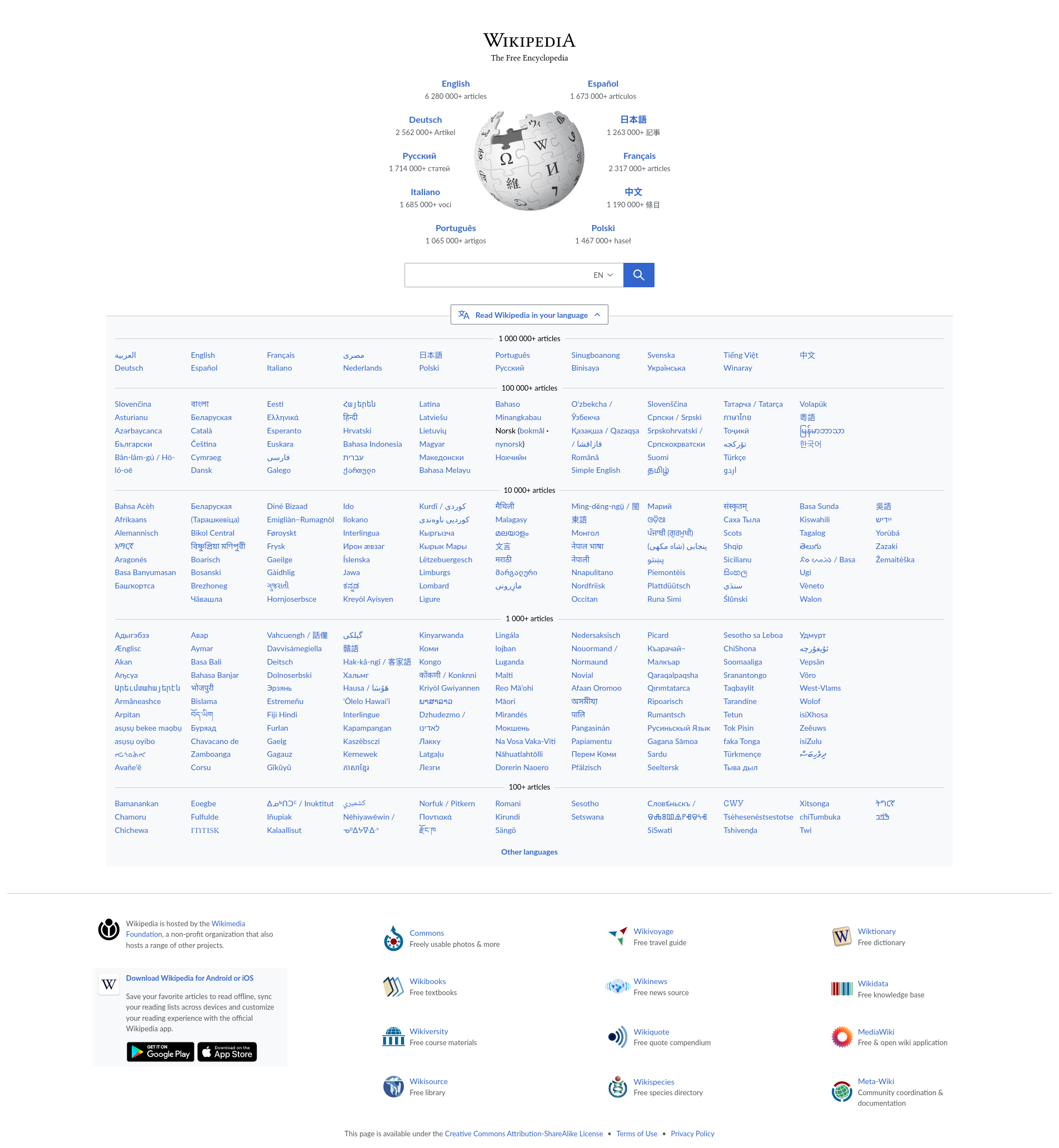
Například wikipedie, ta je webovou stránkou.

Website (nebo web site, běžně též web, řidčeji webové místo, anglicky doslova „místo v pavučině“) označuje kolekci webových stránek, obrázků, videí a ostatních souborů, které jsou uloženy na jednom nebo více webových serverech a jsou dostupné pomocí Internetu. Stránky website jsou obvykle dostupné z jednotného URL, na které je zobrazena domácí stránka. Z domácí stránky bývají ostatní stránky website dostupné pomocí odkazů. Pro tyto soubory je společné to, že (přestože mohou být fyzicky na více místech) tvoří jeden logický celek – co do obsahu, účelu, majitele, administrace, obchodního modelu (u komerčních websites) a dalších.
Stránky na webových serverech vytvářejí World Wide Web. Některé stránky nejsou dostupné volně, ale jen po zaplacení poplatku, znalosti přihlašovacího jména a hesla a podobně, případně jsou dostupné jen uvnitř Intranetu.
Každá website má přiřazenou svou adresu v síti internet tzv. internetová doména, která se dělí na domény prvního druhého a třetího řádu. Doména prvního řádu je buď národní doména (pro Česko .cz, Slovensko .sk, …), popřípadě regionální (.eu), a nebo doména zaměřená podle typu obsahu (.info, .org, .net a další).
Za doménu druhého řádu se považuje adresa ve tvaru www.adresadomeny.cz, kde cz je příklad domény nejvyššího řádu a doménou druhého řádu je zde adresadomeny. Doménu druhého řádu lze (pokud je volná) volně registrovat u některého z registrátorů. Správcem domény .cz je CZ.NIC, který též eviduje registrátory domén II. řádu v této doméně.
Za doménu třetího řádu se považuje adresa ve tvaru www.poddomena.adresadomeny.cz nebo jenom poddomena.domena.cz, přičemž doménou třetího řádu je zde poddomena.
- Domény nejvyššího řádu vydává a spravuje organizace IANA.
- Doména druhého řádu lze (pokud je volná) volně registrovat u některého z registrátorů (viz odkazy).
- Doménu třetího řádu lze založit pouze z platné a registrované domény druhého řádu.